# Phalaenopsis bellina
Phalaenopsis bellina là một loài lan đặc hữu của Borneo.

## Hình ảnh

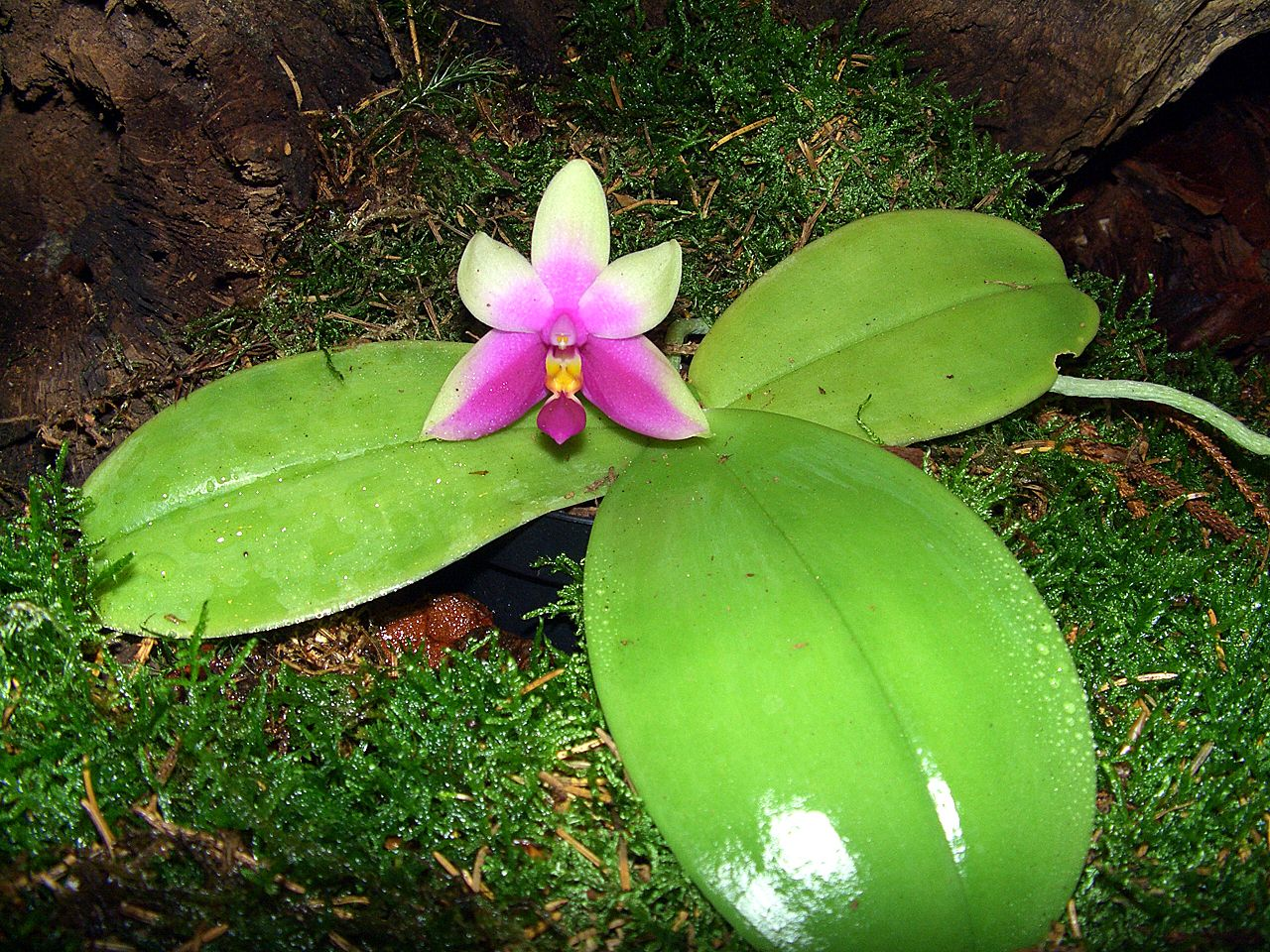
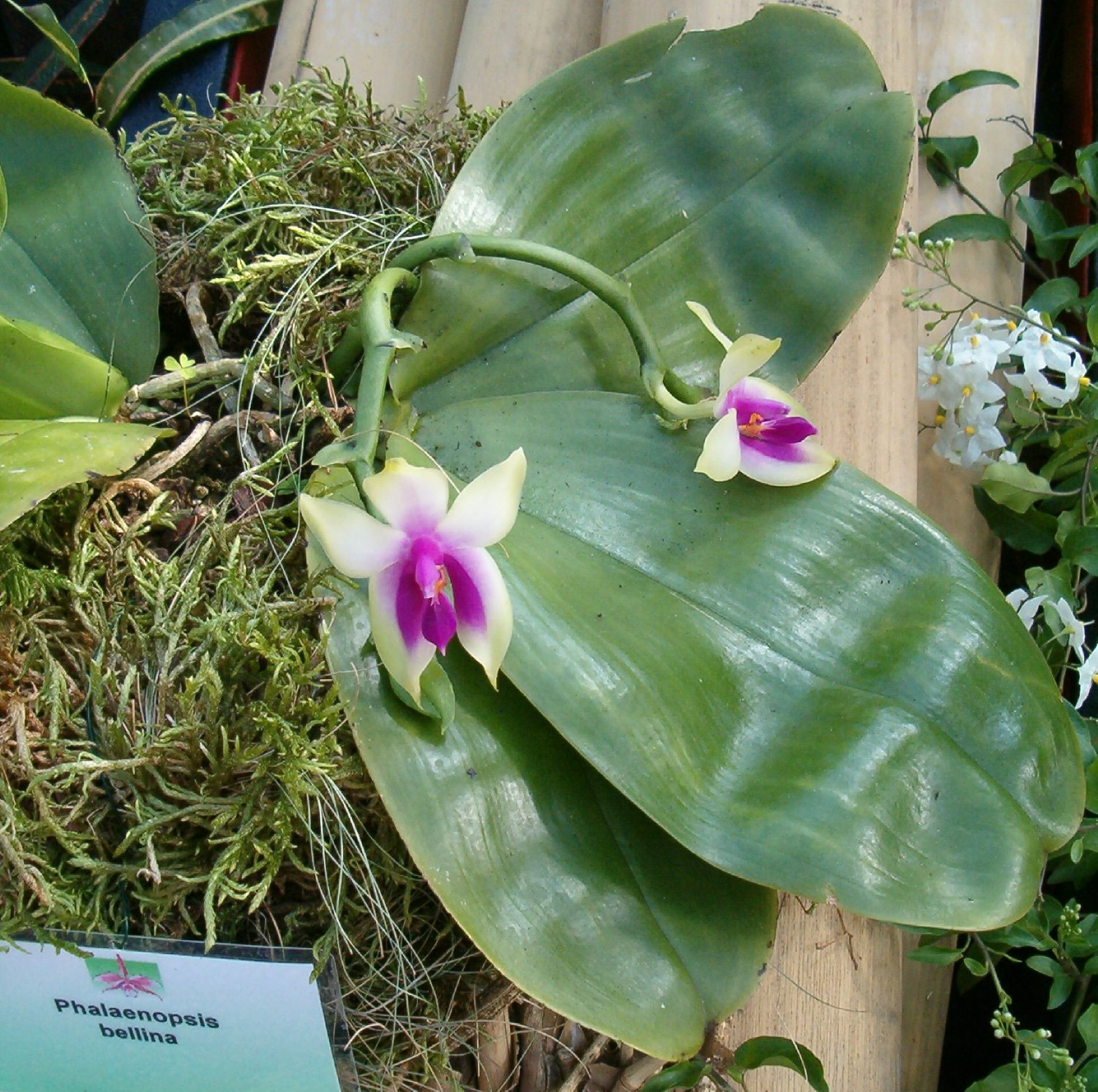
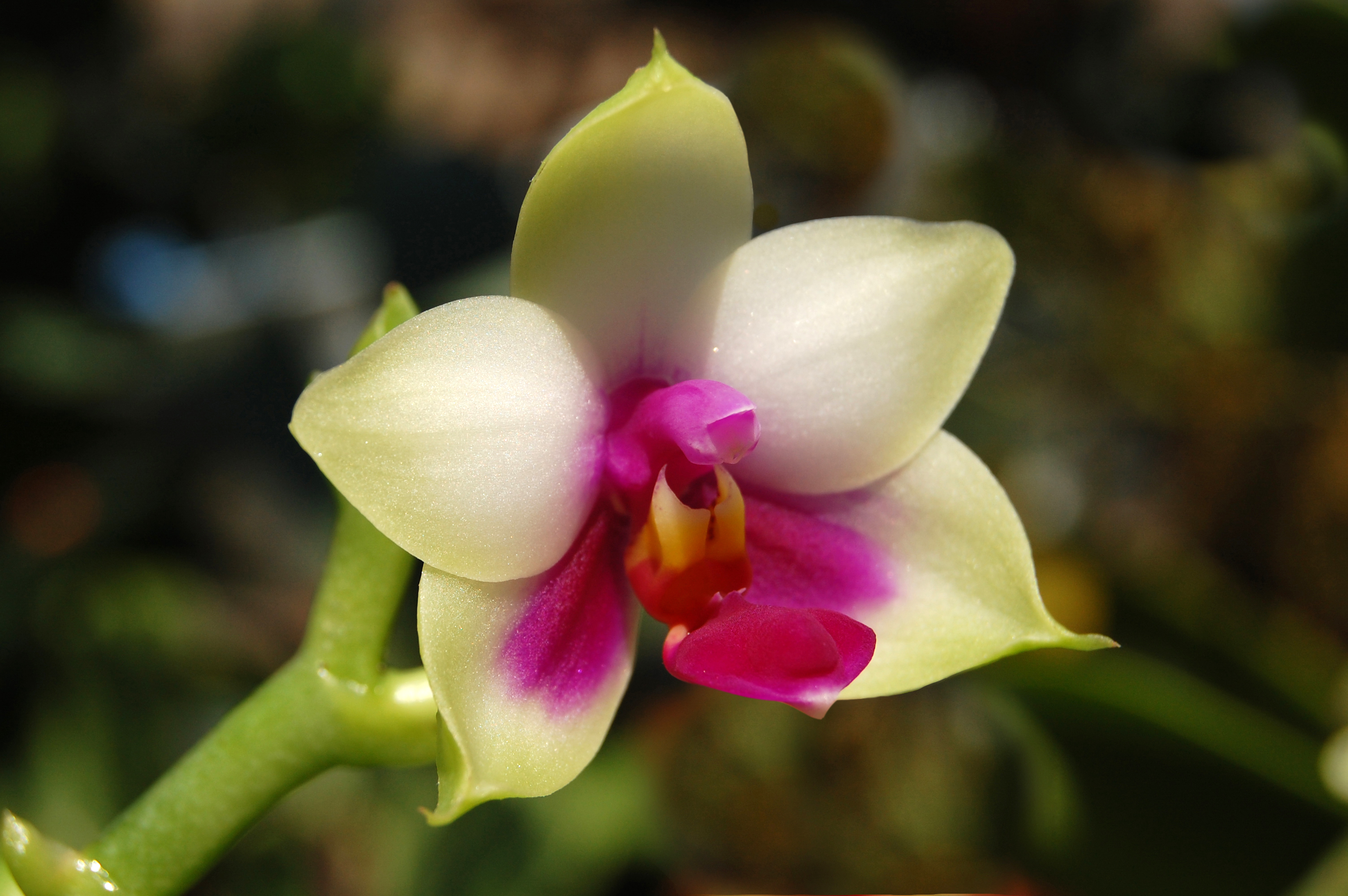
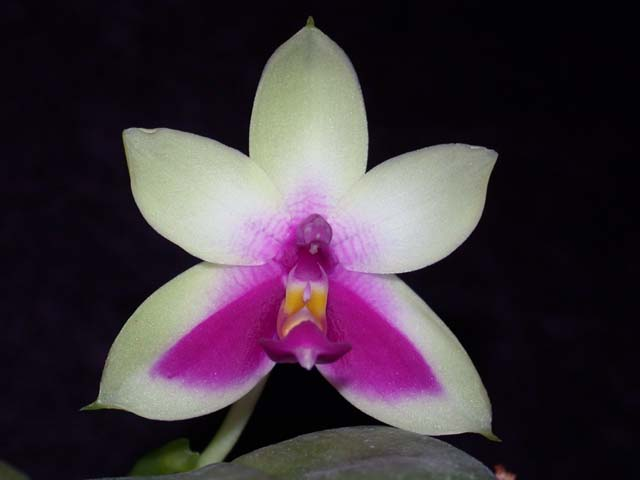